# Brunello di montalcino

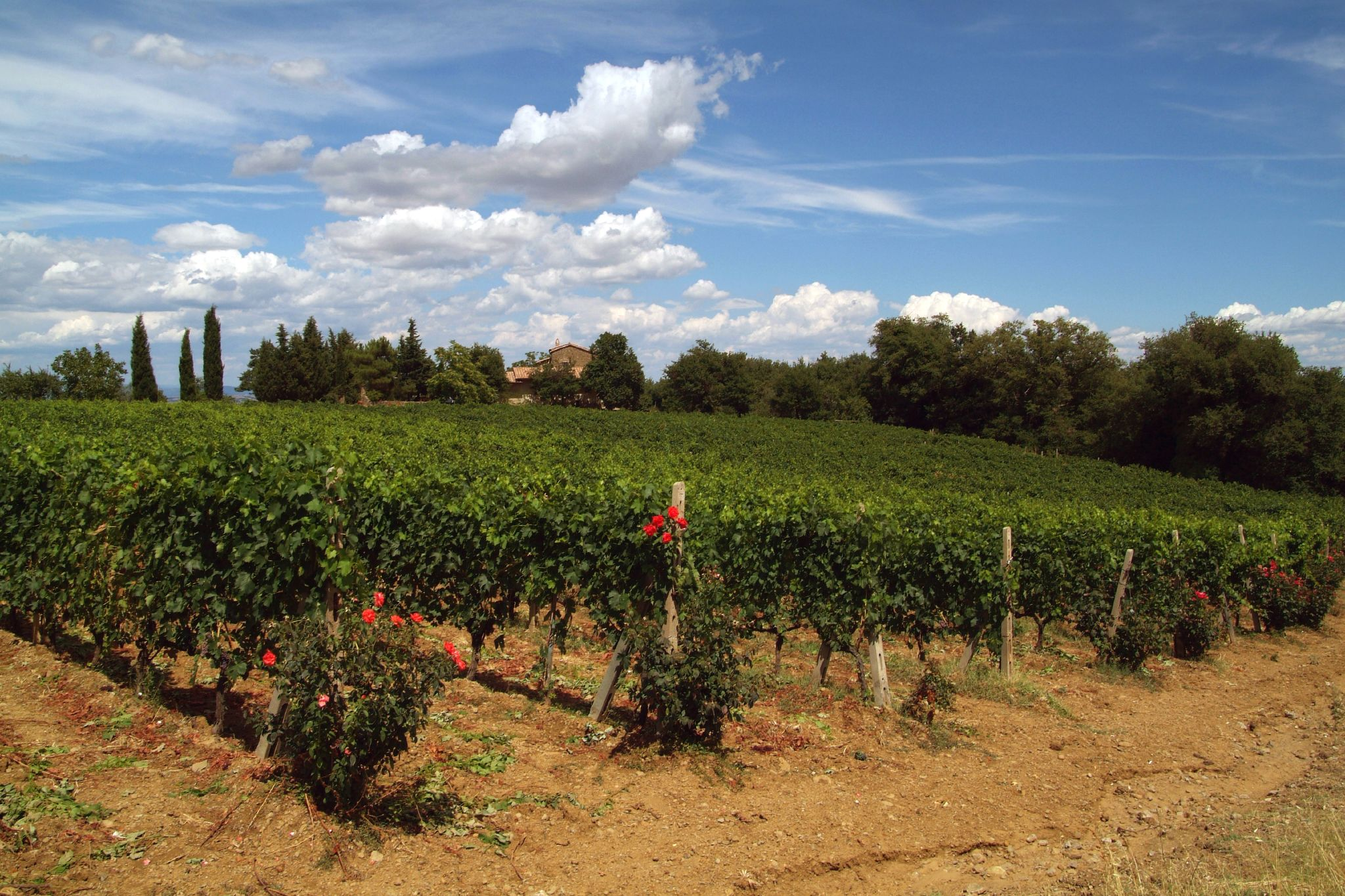
Winnice szczepu brunello w Montalcino

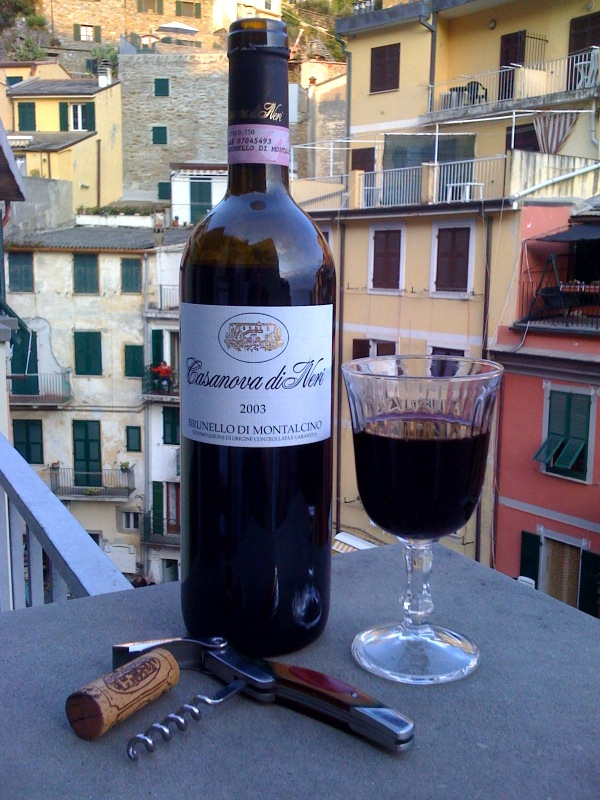
Brunello di Montalcino

Brunello di montalcino – czerwone wino należące do prestiżowego grona win noszących tytuł Denominazione di Origine Controllata e Garantita (DOCG), wytwarzane w Toskanii, w obrębie gminy (wł. comune) Montalcino w prowincji Siena. Brunello di montalcino jest, podobnie jak wino Barolo, włoskim winem czerwonym znanym z długowieczności, które dojrzałość osiąga po 5–10 latach i nadaje się do przechowywania przez kilkadziesiąt lat.

## Historia
Do drugiej połowy dziewiętnastego wieku jedynym znanym i cenionym winem pochodzącym z obszaru obecnej produkcji wina brunello, było słodkie białe wino o nazwie Moscadello di Montalcino. W połowie XIX wieku Clemente Santi zauważył, że część winorośli w winnicach obsadzonych szczepem sangiovese ma grubszą skórkę i bardziej skoncentrowany aromat i rozpoczął próbę wyselekcjonowania tego podgatunku. Starania rodziny zakończyły się powodzeniem i w 1888 roku powstało pierwsze wino wyłącznie z tych winogron pod nazwą brunello, przypuszczalnie nadanej od wyjątkowo ciemnego zabarwienia owoców. Brunello przez wiele lat pozostawało winem znanym tylko okolicznej ludności, między innymi ze względu na dość wysoką cenę sprzedaży. Dopiero w okolicach roku 1950 rozpoczęła się kariera brunello di montalcino na terenie Włoch, a następnie całego świata. Jednocześnie areał uprawy tego podgatunku sangiovese wzrósł z ok. 100 do ok. 2000 hektarów.

## Charakterystyka
Wino brunello di montalcino zostało uhonorowane jako pierwsze we Włoszech apelacją Denominazione di Origine Controllata e Garantita, w dniu jej wprowadzenia specjalnym dekretem 1 lipca 1980 roku. Brunello di montalcino może być wytwarzane wyłącznie z winogron szczepu sangiovese rosnących na obszarze gminy Montalcino i tam też butelkowane. Mimo niewielkiego obszaru apelacji warunki uprawy (terroir) są zróżnicowane, co przekłada się także na charakter win.
Okres starzenia wina brunello di montalcino wynosi co najmniej dwa lata w beczkach dębowych oraz co najmniej cztery miesiące w butelkach. Wino nie może być wprowadzone do sprzedaży wcześniej niż pierwszego stycznia roku kolejnego, po upływie pięciu lat od zbioru winogron przeznaczonych na produkcję danego rocznika. Wydłużenie dojrzewania o rok uprawnia do oznaczenia wina określeniem riserva. Proces starzenia w beczkach dębowych nie może być krótszy niż dwa lata, natomiast w butelkach wino musi spędzić co najmniej sześć miesięcy. 
Wino cechuje się intensywnym rubinowym kolorem przechodzącym w granat, intensywnym zapachem i pełnym smakiem z wyczuwalnymi garbnikami. Leżakowane rozwija aromaty przypraw, dziczyzny i słodkiego tytoniu. Brunello di montalcino musi osiągnąć przynajmniej 12,5% alkoholu.